# Triángulo de susurros
El Triángulo de los susurros es una abertura en la laringe que permite que el aire pase de los pulmones a la boca, aunque las cuerdas vocales estén en cerradas. Se abre cuando se separa la parte posterior del cartílago aritenoides mientras la parte frontal está junta para facilitar el cierre de las cuerdas vocales. Debido a que la abertura del triángulo de los susurros es muy pequeña, se crean turbulencias cuando el aire pasa por él y percibe como ruido acústico. Este ruido se utiliza para la producción de vocales en susurros.